# Equação de Dirac
Em física de partículas, a equação de Dirac é uma equação de onda relativística obtida pelo físico britânico Paul Dirac em 1928. Seja em sua forma livre ou incluindo interações eletromagnéticas, a equação descreve todas as partículas massivas de spin-1⁄2, chamadas de "partículas de Dirac", como os elétrons e os quarks, para os quais a paridade é uma simetria. Ela é consistente tanto com os princípios da mecânica quântica quanto com a relatividade especial, tendo sido a primeira teoria a levar completamente em consideração a relatividade especial no contexto da mecânica quântica. A validade da equação foi testada rigorosamente através de suas previsões acerca da estrutura fina do espectro do hidrogênio.
A equação indicou também a existência de uma nova forma de matéria, antimatéria, que carecia de qualquer previsão ou observação na literatura científica e cuja existência  foi confirmada alguns anos depois. A antimatéria também forneceu uma justificação teórica para a introdução de funções de onda de múltiplas componentes na teoria de spin fenomenológica de Pauli. As funções de onda da teoria de Dirac são vetores de quatro números complexos (denominados biespinores), dois dos quais se parecem com a função de onda de Pauli no limite não relativístico, contrastando com a equação de Schrödinger, que descreve funções de onda de apenas uma componente complexa. Além disso, no limite de massa zero, a equação de Dirac reduz-se para a equação de Weyl.
Apesar de Dirac não ter inicialmente reconhecido a importância de seus resultados, a explicação encadeada de que o spin é uma consequência da união da mecânica quântica e da relatividade — e a eventual descoberta do pósitron — representa um dos grandes triunfos da física teórica. Tal conquista já foi descrita como à altura dos trabalhos de Newton, Maxwell e Einstein, que precederam Dirac. Já foi considerada por alguns físicos como sendo a "verdadeira semente da física moderna". No contexto da teoria quântica de campos, a equação de Dirac é reinterpretada para descrever campos quânticos correspondentes a partículas de spin-1⁄2.
A equação de Dirac foi gravada em uma placa no piso da Abadia de Westminster. Inaugurada em 13 de novembro de 1995, a placa comemora a vida de plaque Paul Dirac.
Em 2022 o físico angolano Hélder da Silva postulou demonstrar a dimensão prática do teorema de Dirac, tendo sido desenvolvido um dispositivo mecânico que demonstraria o teorema em questão. O dispositivo desenvolvido por Silva demonstrou que uma através de uma injeção de um campo magnético residual, e com a ajuda desse campo, anula-se o outro pólo, restando uma só polaridade em vez dos pólos norte e sul. Assim, seria possível provar o sentido de orientação dos campos e o motivo pelo qual os planetas deslocam-se continuamente. A partir desta invenção e da premiação, Silva candidatou-se ao Prémio Nobel de Física em 2023, realizando demonstrações sobre sua descoberta.

## A equação
A equação propriamente dita é dada por:
{\displaystyle \left(\alpha _{0}mc^{2}+\sum _{j=1}^{3}\alpha _{j}p_{j}\,c\right)\psi (\mathbf {x} ,t)=i\hbar {\frac {\partial \psi }{\partial t}}(\mathbf {x} ,t)},
na qual m é a massa de repouso do elétron, c é a velocidade da luz, p é o operador momentum linear {\displaystyle \hbar } é a constante de Planck divida por 2π, x e t são as coordenadas de espaço e tempo e ψ(x, t) é uma função de onda com quatro componentes.
Cada α é um operador linear que se aplica à função de onda. Escritos como matrizes 4×4, são conhecidos como matrizes de Dirac. Uma das escolhas possíveis de matrizes é a seguinte:
{\displaystyle \alpha _{0}={\begin{bmatrix}1&0&0&0\\0&1&0&0\\0&0&-1&0\\0&0&0&-1\end{bmatrix}}\quad \alpha _{1}={\begin{bmatrix}0&0&0&1\\0&0&1&0\\0&1&0&0\\1&0&0&0\end{bmatrix}}}
{\displaystyle \alpha _{2}={\begin{bmatrix}0&0&0&-i\\0&0&i&0\\0&-i&0&0\\i&0&0&0\end{bmatrix}}\quad \alpha _{3}={\begin{bmatrix}0&0&1&0\\0&0&0&-1\\1&0&0&0\\0&-1&0&0\end{bmatrix}}}.